# Lukáš Kubáň
Lukáš Kubáň, né le 22 juin 1987, est un footballeur tchèque. Il évolue au poste de défenseur central ou d'arrière droit avec le club du Sandecja Nowy Sącz.

## Biographie
Avec l'équipe de Tchéquie des moins de 20 ans, il participe à la Coupe du monde des moins de 20 ans en 2007. Lors du mondial junior organisé au Canada, il joue sept matchs. La Tchéquie s'incline en finale contre l'Argentine.
Lukáš Kubáň joue plus de 100 matchs en première division tchèque.

## Palmarès
- Finaliste de la Coupe du monde des moins de 20 ans en 2007 avec l'équipe de Tchéquie des moins de 20 ans
- Finaliste de la Coupe de Tchéquie en 2009 avec le FC Slovacko
- Champion de Pologne de D2 en 2017 avec le Sandecja Nowy Sacz